# Castelo de Penalva
Castelo de Penalva ist eine Gemeinde (Freguesia) im portugiesischen Kreis Penalva do Castelo. In ihr leben 812 Einwohner (Stand 19. April 2021).